# 留村石墓群
留村石墓群，位于山东省威海市荣成市宁津街道留村村西的农田内，是全国重点文物保护单位。

## 简介
留村石墓群是元朝河南洛阳的程姓大户举家迁到此处后所建。现仅存10座，其中7座保存较完整。石墓用花岗岩砌筑，是中国唯一一处历史悠久且地表封石完整的石墓群。石墓形制较特殊，是研究当地元代社会民间葬俗、葬制的实物资料。2013年被国务院公布为第七批全国重点文物保护单位。2016年，荣成市投资200多万元人民币，启动实施了留村石墓群修缮保护工程。